# Danzig ostroma (1807)

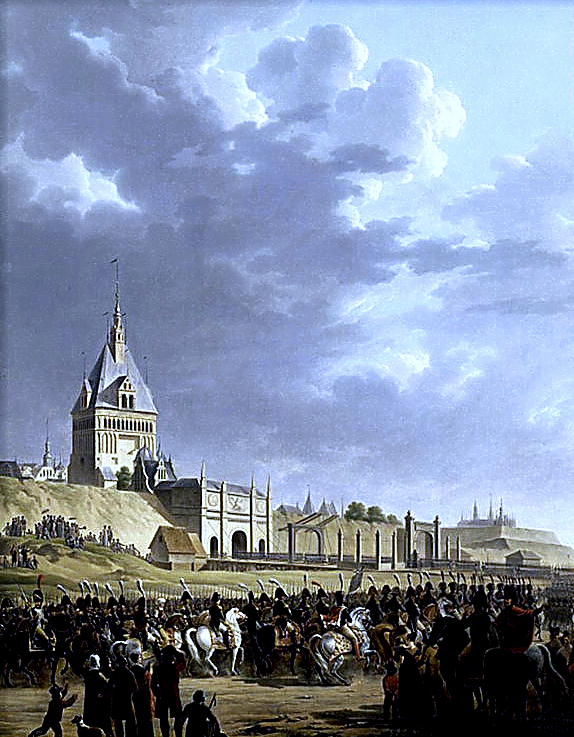
Napóleon és a francia hadsereg bevonulása Gdańskba 1807-ben.

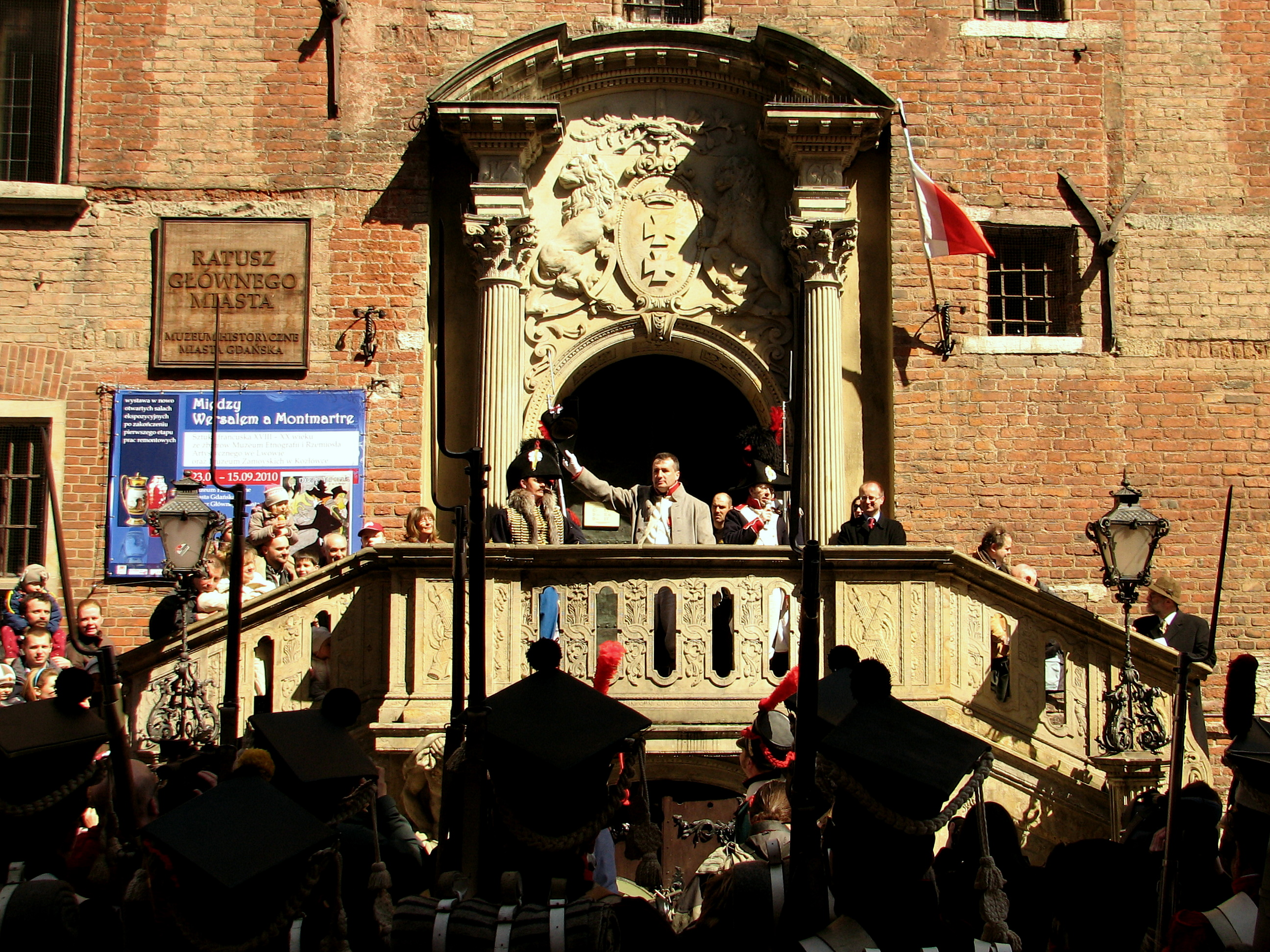
Gdańsk annektálása az ostrom után

Danzig (Gdańsk) ostroma (1807. március 19. – május 24. ) zajlott le, a francia csapatok körülzárták  és végül elfoglalták Danzigot a negyedik koalíció háborúinak idején.1807. március 19-én , Lefebvre marsall parancsnoksága alatt  mintegy 27 000 francia vette ostrom alá a körülbelül 11 000 porosz és orosz katonából álló, Kalckreuth tábornok parancsnoksága alatt álló garnizont (helyőrséget)  Danzigban. A tenger felől a porosz–orosz védőket a brit flotta egy-két hajója próbálta megtámogatni, míg egy másik egységük a svédekkel a Kolbergnél állt szemben a franciákkal.

## Danzig jelentősége
Danzig nagyon fontos stratégiai pozíciót töltött be. Ez a  kiválóan megerődített kikötő 60 000 lakossal a Visztula folyó torkolatánál közvetlen veszélyt jelentett a francia balszárnyra - és még azt a porosz erőt is, amit a francia hadsereg nem hagyhatott a hátában, ha kelet felé akart támadni. Emellett lehetséges kikötési és gyülekezési pont lehetett volna a szövetséges csapatok számára, amely egy hátsó front megnyitásával veszélyeztethette a franciákat. Danzigot nehéz megközelíteni és támadni, mert csak a nyugati  oldalról volt lehetséges egy támadás - minden más irányban természetes akadályokkal a város védett volt: északról a Visztula, délről és keletről a mocsarak, lápok .  Az értékes erőforrások és élelmiszer-tartalékok megszerzése (puskapor, gabona, égetett szesz stb.) is fokozta az érdeklődést, amiért a Grande Armée a keleti irányú hadjáratot tervezte.  Napóleon ezt írta 1807. február 18-ai levelében Lefebvre marsallnak:
„Az Ön dicsősége Danzig bevételétől függ: oda kell mennie” (és be kell venni a várost).

## Az ostrom

### A szemben álló felek
A város bevételének feladatát Lefebvre marsall és a 10. hadtest február közepén kapta. A marsall munkáját több főtiszt is segítette: Chasseloup-Laubat tábornok, aki a mérnöki munkákat és Baston de Lariboisière, aki a tüzérséget irányította. (A francia hadsereg két legjobb szakembere volt saját szakterületén belül.) Drouot tábornok töltötte be vezérkari főnöki posztot.  A 10. hadtest Dombrowski vezetésével két lengyel hadosztályt, egy szász hadosztályt, egy kontingens bádenit, két itáliai hadosztályt és mintegy 10 000 franciát, összesen mintegy 27 000 katonát tett ki (és 3000 lovast).  Danzig védelmét 11 000 katona és 300 ágyú látta el, a porosz Friedrich Adolf von Kalkreuth tábornok parancsnoksága alatt. Ezekről az emberekről Napóleon véleménye csak annyi volt, hogy „csőcselék”.

### Az ostromgyűrű bezárul
Március 20-án,  Napóleon parancsára bekerítették a várost, Jean Adam Schramm francia tábornok vezetésével 2000 fős sereggel a Visztula északi partján, túl a Weichselmünde erődön  közvetlenül a várostól északra foglalt el állást. Április 2-án a fagyott föld  eléggé kiolvadt ahhoz, hogy nekiláthassanak ostromárkokat ásni , a második árkot április 8-án kezdték április 15-én fejezték be és egy harmadik is elkészült április 25-én. Schweidnitzet, a sziléziai erődöt április 11-én a Vandamme francia tábornok elfoglalta , így a franciák a nagy ostrom ágyúkat Danzighoz átcsoportosíthatták, amik április 21-én meg is érkeztek.

### Kísérletek a város felmentésére
Március 23-án a francia tüzérség megkezdte az ágyúzást. Az orosz erők megkísérelték május 10-15 között, hogy Kamenszkij tábornok vezetésével 8000 fős erősítést juttassanak be a városba a Falcon brit hajó, és egy svéd sorhajó támogatásával. A svéd hajó nem érkezett meg időben (1200 fős tartalék), ezért Kamenszkij halogatta a partraszállást.  Ez lehetővé tette Lefebvre-nek, hogy megerősítse a pozícióit, és az orosz csapatokat visszaverték . Brit források állítása szerint  1600 katonát és 46 tisztet veszítettek, míg a francia források 3000-re teszik az orosz veszteségeket. Egy brit korvett, a 18-ágyús Dauntless, 150 hordó lőport próbált bejuttatni a folyón, de zátonyra futott, és franciák miután elfoglalták és  Párizsból gránátosok szállítására használták.

### Az ostrom folytatása
Miután ezek a kísérletek kudarcot vallottak és a várost nem sikerült felmenteni, az ostrom és az aknaásás folytatódott.  Május 21-én Mortier marsall hadteste is megérkezett, lehetővé téve a Hagelsberg megrohamozását. Látva, hogy már nem tud tovább kitartani, Kalkreuth  Lefebvre-től békét kért, azonos kapitulációs feltételekkel, amit a poroszok és a franciák  Mainznál kötöttek 1793-ban.  A végül elfogadott feltételek  szerint (amelyekben már előre megállapodtak Napóleonnal) a helyőrség harci díszben, dobszó kíséretében, kivilágítva, zászlai alatt kivonult a városból.  A feltételeket nagyvonalúan szabták meg, mert Napóleon érdeke az volt, hogy az ostrom a nyár (és a harci időszak) előtt érjen véget, megszűnjön annak a veszélye, hogy hátba támadják és az itt felszabaduló csapatokat máshol akarta bevetni.

### Az átadás és következményei
Danzig 1807. május 24-én kapitulált. Napóleon elrendelte  a közeli Weichselmünde erőd ostromát, de Kamenszki elmenekült a csapataival, és a helyőrség röviddel ezután megadta magát.  A védők vesztesége elérte a 11 000 főt az ostrom alatt, a franciák vesztesége mintegy 400 fő volt. Lefebvre szolgálataiért Napóleontól megkapta a Danzig hercege „(Duc de Danzig)” címet egy szenátusnak írt levelében május 28-án, de nem tájékoztatta őt közvetlenül, így a marsall ezt május 29-én tudta meg.
„Nagyon elégedett vagyok az Ön szolgálataival, és erről olyan bizonyítékot kap, amit majd felfedez, ha elolvassa a legfrissebb párizsi híreket, ami nem hagyhat kétséget afelől, hogy milyen véleményem van.”
1807. szeptember 9-én Napóleon létrehozta a Danzig szabad várost, mint egy félig független államot. Ez a terület a Porosz Királyságból vágta ki, amely a Danzig város (ma Gdańsk) melletti területeket, a Visztula torkolatával együtt Hel-félszigetet és a Visztula földnyelvének déli részét tartalmazta. Január végétől 1813. november 29-éig az orosz katonai erők  vették ostrom alá a várost és a francia megszálló erők 1814. január 2-án kivonultak.

## Fordítás
- Ez a szócikk részben vagy egészben  a   Siege of Danzig (1807) című angol Wikipédia-szócikk fordításán alapul.  Az eredeti cikk szerkesztőit annak laptörténete sorolja fel. Ez a jelzés csupán a megfogalmazás eredetét és a szerzői jogokat jelzi, nem szolgál a cikkben szereplő információk forrásmegjelöléseként.